# Роберто Ольсен
Роберто Карлос Альварадо Ольсен (ісп. Roberto Carlos Holsen Alvarado; нар. 10 серпня 1976, Каяо, Перу) — колишній перуанський футболіст. Виступав на позиції нападника.

## Клубна кар'єра
У дорослому футболі дебютував у 1995 році в 19 років виступами за команду «Альянсу Ліма». Згодом виступав за низку перуанських клубів, а 2004 року недовго був легіонером, виступаючи за саудівський «Аль-Шабаб» (Ер-Ріяд).
Завершив професійну кар'єру 2007 року в клубі «Хуан Ауріч».

## Виступи за збірну
У 22 роки був викликаний в збірну Перу, в якій грав з 1999 по 2003 роки. Брав участь у складі збірної в Кубку Америки 1999 і 2001 роках і в 2000 році в кубку КОНКАКАФ.